# Allmänläkare
En allmänläkare (en. GP och PCP) är en läkare som har genomgått minst fem års specialiseringstjänstgöring (ST) i allmänmedicin. Befattningen ska skiljas från AT-läkare (en läkartjänst innefattande handledd praktik inom kirurgi, medicin, psykiatri och allmänmedicin; allt föreskrivet krav för läkarlegitimation) och underläkare (en läkare som saknar specialistkompetens).

## Sverige
Allmänmedicin är enligt den svenska målbeskrivningen den specialitet som "innefattar kompetensen att möta människor i alla åldrar med alla sorters hälsorelaterade problem och att självständigt bedöma och behandla dessa. I det allmänmedicinska arbetet ska man också under lång tid kunna följa en individs olika hälsoproblem och i bedömningen av dessa kunna väga in personens hela livssituation." Specialistutbildningen tar minst fem år efter läkarlegitimation och ger en mycket bred kompetens. En allmänmedicinare, eller med en något äldre beteckning allmänläkare, arbetar oftast på en vårdcentral, husläkar- eller familjeläkarmottagning eller läkarstation.